# Marnix Willem Steffen

## Curso de la vida
Steffen nació en Delft y terminó la Maestría en Música en el Conservatorio de Música de Róterdam (CODARTS) . Trabajó esencialmente como concertino y en la música de cámara. Dio recitales con, entre otros, el pianista Daniel Wayenberg. En el año 2000 se mudó a España, donde hizo su debut profesional como director de orquesta con la Orquesta Ciudad de Granada en 2005. Un año antes había recibido recomendaciones especiales en el Concurso de Dirección de Orquesta de Cadaquès, de parte del director y presidente del jurado Sir Neville Marriner. 
Después de recibir varias invitaciones para dirigir diferentes orquestas en América del Sur, se mudó a la ciudad peruana de Lima en 2011. Durante cinco años fue director y director artístico de la Orquesta Ciudad de los Reyes. También trabajó tres años como director de orquesta y docente en el Conservatorio Nacional de Música de Perú. Asimismo, fue director invitado de orquestas en Europa y Sudamérica.

## Condecoración
En 2013 le fue otorgada la Alta Distinción Honorífica de Cultura con motivo de la 192ª Conmemoración de la Independencia del Perú.
En 2017 recibió el reconocimiento especial de la Comunidad Andina (CAN) por la integración de la música Andina en la programación de Nueva Lima Clásica, y el valioso aporte en su difusión.

## Actualidad
Actualmente es el Director Artístico de la Orquesta de Cámara Nueva Lima Clásica, y trabaja como director invitado en Europa y Sudamérica. Continúa activo como violinista, y su presencia es solicitado como jurado de concursos internacionales de violín. Un alumno suyo ha sido aceptado por la Juilliard School of Music en New York.
Vinculado a distintas áreas culturales, busca contribuir con la difusión y desarrollo de la música clásica y colaborar con el intercambio musical entre Sudamérica y Europa.
En mayo 2020, Marnix Willem Steffen regresó de Perú a los Países Bajos en un vuelo humanitario de repatriación. Ha sido invitado a dirigir varios conciertos en los Países Bajos y España para las temporadas 2021 y 2021.
- https://sociedadfilarmonica.com.pe/evento/marnix-willem-steffen-y-ensamble-de-cuerdas-holanda-peru
- http://www.userena.cl/cultura/252-osuls-sorprende-por-su-gran-interpretacion-bajo-la-direccion-del-maestro-marnix-willem-steffen.html
- https://diariocorreo.pe/cultura/musicos-venezolanos-sinfonika-822477
- https://web.archive.org/web/20190814200029/http://www.apj.org.pe/agenda/cultural/2138
- https://www.carrosok.com/archivo/category/entretenimiento/musica Archivado el 6 de marzo de 2019 en Wayback Machine.

- Datos: Q62075547